# Станіславський Василь Іванович
Васи́ль Іва́нович Станісла́вський  (*1870 — †1927) — український літературознавець.

## Творчість
Автор низки статей, переважно у виданнях Української академії наук:
- «Дума про сорочинські події 1905 р.» (журнал «Україна», 1924, кн. 1—2),
- «Кобзар» 1867 р." (там таки, 1925, 1 — 2),
- «Знадоби до життєпису С. Руданського» (у співавторстві з А. Кримським та В. Левченком; ЗІФВ УАН, кн. 7 — 8, 1926),
- «Недруковані праці А. П. Свидницького» («Науковий збірник за рік 1926»),
- «Земство і різки» («Україна», 1926, кн. І),
- «Непомітні діячі» («Ювілейний збірник на пошану академіка М. Грушевського», 1928, т. 2).